# Adrián Salcedo
Adrián José Salcedo de Jesús (Santo Domingo, República Dominicana, 24 de octubre de 1994) es un futbolista profesional dominicano, se desempeña en el terreno de juego como Centrocampista y su actual equipo es el Moca FC de la Liga Dominicana de Fútbol. 

## Trayectoria
Es un lateral derecho formado en las categorías inferiores del RCD Mallorca, hasta que en la temporada 2013-14 fue fichado por el C. D. Constancia, para jugar en la Segunda División B de España.
En las siguientes dos temporadas jugaría en la Tercera División balear formando parte de los equipos del U. D. Alcudia y del C. D. Montuiri, respectivamente.
En 2016, firma por el Atlántico FC de la Liga Dominicana de Fútbol, donde juega durante dos temporadas.
En 2018, firma por el Cibao FC de la Liga Dominicana de Fútbol, donde juega durante cinco temporadas.
El 19 de enero de 2023, firma por el Moca FC de la Liga Dominicana de Fútbol.

### Selección nacional
Salcedo debutó el 4 de junio de 2016 con la República Dominicana en un partido disputado en el estadio nacional de las Bermudas ante la selección local, que acabó con victoria dominicana por 1-0, en el marco de la clasificación para la Copa del Caribe de 2016.

## Clubes
| Club                | País                 | Año           |
| ------------------- | -------------------- | ------------- |
| R. C. D. Mallorca B | España               | 2011 - 2012   |
| C. D. Constancia    | España               | 2013 - 2014   |
| U. D. Alcudia       | España               | 2014-2015     |
| C. D. Montuiri      | España               | 2015-2016     |
| Atlántico FC        | República Dominicana | 2016-2018     |
| Cibao FC            | República Dominicana | 2018-2023     |
| Moca FC             | República Dominicana | 2023-presente |